# Противонагонная дамба
Противонагонная дамба (Противоволновая дамба, Морская дамба) — вид защитных сооружений побережья крупных водоемов от процессов, которые тем или иным образом оказывают разрушительное воздействие на прибрежные территории. К процессам, от которых обеспечивается защита, могут относиться такие сгонно-нагонные явления как цунами, сейши, приливы и штормовые приливы, штормовое волновое воздействие, эрозия береговой линии из-за прибрежных морских течений и сезонные изменения уровня воды в замкнутых водоёмах. В силу того, что противонагонные дамбы являются постоянными сооружениями, они оказывают воздействие на динамическую природу побережья и затрудняют обмен осадочными породами суши и водоёма.
Места возведения противонагонных дамб обычно характеризируются низко расположенным равнинным рельефом и значительными площадями периодически затопляемых участков побережья (см., например, Польдеры). Противоволновые дамбы возводят для защиты побережья от штормового волнового воздействия, одной из разновидностью таких дамб являются волноломы.

## Конструкция
Предназначением морских дамб является отражение энергии волн обратно в водоём и недопущение распространения воды вглубь береговой зоны при временном изменении уровня водоёма. Так как водоём, атмосфера и другие природные процессы оказывают постоянное воздействие на подобные сооружения, они, как правило, требуют периодических работ по поддержке их целостности. Выбор конструкции современных морских дамб производится исходя из тех физических природных явлений, которым они должны противостоять (эрозионных процессов), из особенностей местного климата, значимости ландшафта и окружающей среды. В качестве конструкционных материалов наиболее часто выбираются железобетон, камни, сталь, габионы, дополнительно могут быть использованы винил, древесина, алюминий, фибергласовые композиты, мешки с песком и обычный грунт. Подразделяют вертикальные, ступенчатые и насыпные дамбы:
- Вертикальные дамбы — отражают энергию волн и при штормовых условиях, приводят к образованию стоячих волн, вертикальное расположение поверхности, которая воспринимает внешнее давление, может стать причиной разрушения этого вида дамб;[10]
- Ступенчатые дамбы — осуществляют постепенное разрушение волны по мере её распространения по искривленной поверхности. Кривизна дамбы в данном случае повышает эффективность поглощения энергии волны и обеспечивает дополнительную защиту основания конструкции;
- Насыпные дамбы — используются для ситуаций с меньшей энергией волн и эрозионного воздействия, в некоторых случаях не обеспечивают гидроизоляцию и позволяют проход воды после разрушения волны.[11]

## История
Древний англосаксонский манускрипт — «Беовульф» содержит упоминание о месте «близ морской стены» (sæ wealle neah), относящееся к периоду X века и ранее (данные сооружения до сих пор называются в англоязычных странах «sea wall»). Однако исследователи до сих пор не сошлись во мнении о том, идёт ли речь о капитальном сооружении (на что указывает фраза «близ», «возле») или же это фигура речи.
Первым задокументированным созданием противонагонной дамбы было строительство в 1623 году на острове Канвей (Великобритания) в устье Темзы, которое имело место после крупного наводнения.

### Пондичерри (26.12.2004)
В 1735 году для защиты от эрозии гавани города Пондичерри во Французской Индии была возведена каменно-насыпная дамба длиной 2 км и высотой 9 м над уровнем моря. В декабре 2004 года, после приведшего к цунами землетрясения, центральная часть города осталась незатронутой подъёмом воды, который в этой местности достигал 8 метров.

### Япония (11.03.2011)
Общая протяженность береговой линии Японии составляет 35 тыс. км, 40 % которой окружена железобетонными морскими дамбами против штормовых волн, нагонов воды и цунами. После землетрясения в марте 2011 года и последовавшего цунами, большинство из этих защитных сооружений вблизи эпицентра было преодолено надвигающимися волнами, в том числе из-за опускания некоторых участков побережья после толчков. Расположение части защитных сооружений в пределах замкнутых бухт снижало их эффективность, по причине фокусировки приходящих волн, то есть из-за повышения уровня нагона в этих местах по сравнению с другими участками побережья. В данном случае также проявлялся негативный сдерживающий эффект этих сооружений при оттоке прорвавшейся ранее воды после завершения её нагона.
Например, в городе Камаиси с гаванью глубиной 69 м и шириной 2 км, в середине 2000-х была построена защитная дамба стоимостью 1,5 млрд USD, которая в Книге рекордов Гиннесса отмечена как самая глубокая волноломная дамба в мире. Цунами высотой 18 м преодолело основное сооружение, вызвав перелив через кромку дамбы. Дополнительно, удар волны привел к частичному разрушению дамбы, что в результате открыло доступ к внутренней акватории для больших объемов поступающей воды, обеспечило рост уровня воды в гавани, достаточно быстрый для преодоления внутренних защитных портовых сооружений, и, в конечном итоге, стало причиной затопления низкорасположенных районов города.

## Галерея
- Строительство морской дамбы в Галвестоне, Техас, США, 1905 г.
- Остатки первой морской дамбы на острове Канвей в устье Темзы (Великобритания), построенной в 1622 г.
- Морская дамба в Бембридже, Великобритания
- Морская дамба в Сицилии.
- Морская дамба в Польше.
- Морская дамба на Гоат Айленд[англ.] (Род Айленд, США).

## Компьютерное моделирование
При численном моделировании фильтрационное движение жидкости через полости материала дамб оценивается не с помощью классических уравнений для пористой структуры, а путём интегрирования уравнений RANS в рамках выбранной модели турбулентности.
Примеры результатов численного моделирования - MEDUS 2009: